# Гришовецька сільська рада
| Гришовецька сільська рада — колишній орган місцевого самоврядування у Тиврівському районі Вінницької області з адміністративним центром у с. Гришівці. Сільській раді були підпорядковані населені пункти: - с. Гришівці - с. Кобелецьке |

## Склад ради
Рада складалася з 12 депутатів та голови.

## Керівний склад сільської ради
| ПІБ                       | Основні відомості                                                                      | Дата обрання | Дата звільнення |
| ------------------------- | -------------------------------------------------------------------------------------- | ------------ | --------------- |
| Ільніцька Галина Петрівна | Сільський голова, 1959 року народження, освіта, член Комуністичної партії України      | 26.03.2006   | 31.10.2010      |
| Ільніцька Галина Петрівна | Сільський голова, 1959 року народження, освіта вища, член Комуністичної партії України | 31.10.2010   |                 |

Примітка: таблиця складена за даними джерела